# Catarina de Albuquerque
Catarina de Albuquerque (née le 12 mai 1970) est une avocate, universitaire, PDG et militante des droits de l'homme portugaise qui a été la première rapporteure spéciale des Nations unies sur le droit à l'eau potable et à l'assainissement (2008-2014),. Après être devenue présidente exécutive de Sanitation and Water for All (SWA) en 2015, elle en a été nommée directrice générale en septembre 2018.

## Biographie

### Formation
Née le 12 mai 1970 à Lisbonne, Catarina de Lonet Delgado Truninger de Albuquerque Santos Lima a fréquenté l'École allemande internationale de Lisbonne avant d'obtenir un diplôme en droit de l'université de Lisbonne. Elle a ensuite obtenu un DES en droit (LLM) de l'institut de hautes études internationales et du développement de Genève.
À partir de 2008, elle a réalisé une thèse en droits économique, social et culturel à l'université d'Aix-Marseille et en mai 2015, elle est récompensée par le titre de docteure honoris causa de l'université de Caroline du Nord à Chapel Hill.
En tant qu'experte indépendante, elle a été consultée par l'UNICEF, l'OHCHR, l'UNDP, l'Union interparlementaire et la Commission européenne des droits humains et de l'enfant tout en continuant ses activités universitaires en parallèle.

### Les débuts de l'activiste
Entre 2004 et 2008, elle a présidé les négociations du Protocole facultatif se rapportant au Pacte international relatif aux droits économiques, sociaux et culturels, que l'Assemblée générale des Nations unies a approuvé par consensus le 10 décembre 2008. Elle a participé à l'élaboration de plusieurs autres normes internationales relatives aux droits de l'homme, dont les deux Protocoles facultatifs : l'un sur la Convention relative aux droits de l'enfant concernant l'implication d'enfants dans les conflits armés et celui sur la vente d'enfants, la pornographie mettant en scène des enfants et la Prostitution d'enfants.]
En septembre 2008, Catarina de Albuquerque est nommée par le Conseil des droits de l'homme pour devenir la première rapporteure spéciale des Nations unies sur le droit de l'homme à l'eau potable et à l'assainissement]. En 2010, elle a joué un rôle central dans la reconnaissance de l'eau et de l'assainissement en tant que droits de l'homme par l'Assemblée générale des Nations unies. Son travail a contribué à faire en sorte que les droits à l'eau et à l'assainissement soient intégrés parmi les objectifs de développement durable.

### Son arrivée à la SWA
Catarina de Albuquerque a rejoint Sanitation and Water for All en 2014. Elle y a renforcé la politique de lutte en faveur de l'eau, de l'assainissement et de l'hygiène, positionnant ainsi SWA comme un contributeur essentiel à l'agenda des objectifs de développement durable.
En 2015, elle en est devenue la Présidente exécutive. Puis, en juillet 2018, à la suite d'un important examen de la gouvernance, SWA a créé un poste de chef de direction qui est revenu à Catarina de Albuquerque pour ses compétences et son engagement malgré la concurrence. Grâce à ses qualités à mener des politiques stratégiques en tant que PDG, elle est devenue une avocate influente de la SWA et des droits humains à l'accès à l'eau et à l'assainissement. Elle assure une direction stratégique compatible avec sa vision et ses objectifs de haut niveau, que ce soit dans les activités opérationnelles, exécutives ou les collectes de fonds.

### Un reconnaissance internationale
Catarina de Albuquerque, qui parle couramment 5 langues (portugais, anglais, français, allemand et espagnol), a été professeure invitée aux facultés de droit des universités de Braga et de Coimbra (Portugal), au Washington College of Law de l'American University et au Centre interuniversitaire européen pour les droits de l'homme et la démocratisation. Elle a également été conseillère juridique principale au Bureau de documentation et de droit comparé, une institution indépendante relevant du bureau du procureur général portugais. Au cours de sa carrière, elle a également travaillé pour l'Agence suisse de développement, la Commission européenne, l'UNICEF et le PNUD entre autres.
Elle a une expérience à l'étranger en Angola, Bangladesh, Brésil, Costa Rica, Égypte, Japon, Jordanie, Kenya, Kiribati, Moldavie, Mozambique, Namibie, Nicaragua, Portugal, Roumanie, Sénégal, Slovénie, Suisse, Thaïlande, Timor oriental, Tunisie, Tuvalu, Uruguay et aux États-Unis.

## Récompenses
En 1995, elle a remporté le prix Jean Pictet à Paris portant sur le droit humanitaire international. À partir de 1998, elle intègre le jury du concours.
En octobre 2009, son travail dans le domaine des droits de l'homme a également été récompensé par le président de la République portugaise avec l'Ordre du mérite, qui est une reconnaissance de la bravoure, de la réalisation ou du service personnel d'un individu. Puis, le 10 décembre 2009, elle a reçu la Médaille d'or des droits de l'homme du Parlement portugais pour son travail exceptionnel dans le domaine des droits humains.
En 2017, elle a reçu le Global Water Award 2016 de la part de l’IWA, une récompense qui salue le rôle exceptionnel qu’elle a joué dans les efforts pour la reconnaissance du droit fondamental à l’eau et à l’assainissement.